# ناحیه ناموتومبا
ناحیه ناموتومبا (به لاتین: Namutumba District) یک منطقهٔ مسکونی در اوگاندا است که در استان شرقی، اوگاندا واقع شده‌است. ناحیه ناموتومبا ۲۱۸٬۹۰۰ نفر جمعیت دارد.